# Список площадей Таганрога
Площади Таганро́га — список площадей на территории Таганрога. На 2007 год в Таганроге насчитывалось 14 площадей.
| # А Б В Г Д Е Ё Ж З И К Л М Н О П Р С Т У Ф Х Ц Ч Ш Щ Э Ю Я |

## А
- Площадь Авиаторов
- Александровская площадь
- Площадь Академика Каляева

## В
- Площадь Восстания

## К
- Кислородная площадь
- Красная площадь

## М
- Площадь «Марцевский треугольник»
- Площадь Маяковского
- Площадь Мира
- Площадь Морского вокзала
- Мясницкая площадь

## О
- Октябрьская площадь

## П
- Привокзальная площадь

## С
- Северная площадь